# Modřín u Petrovic
Modřín u Petrovic je památný modřín opadavý, který roste v Petrovicích při státní hranici se SRN. Obvodem kmene (683 cm) jde o nejmohutnější památný modřín České republiky.

## Základní údaje
- název: Modřín u Petrovic
- výška: 28 m[1]
- obvod: 683 cm[1]